# 大坝场镇
大坝场镇，是中华人民共和国贵州省铜仁市思南县下辖的一个乡镇级行政单位。

## 行政区划
大坝场镇下辖以下地区：
场坝社区、桂花村、和平村、筑山村、花坪村、坪山村、龙坪村、通丰村、桐梓园村、高峰村、官堂坝村、洞龙村、尧上村、齐心村、三角庄村、青杠园村、坪兴村、枣坪村、红联村、杨家寨村、明星村、小德浩村和永红村。